# Provinz Elqui
Die Provinz Elqui (spanisch Provincia de Elqui) ist eine Provinz in der chilenischen Región de Coquimbo. Die Hauptstadt ist Coquimbo. Beim Zensus 2017 lag die Einwohnerzahl bei 496.337 Personen. Die Provinz ist nach dem Río Elqui benannt.

## Geographie
Die Provinz grenzt im Norden an die Provinz Huasco, im Süden an die Provinz Limarí, im Osten an Argentinien und im Westen an den Pazifischen Ozean. 

## Gemeinden
Die Provinz Elqui gliedert sich in sechs Gemeinden:
- Andacollo
- Coquimbo
- La Higuera
- La Serena
- Paihuano
- Vicuña

## Wirtschaft
Das Elquital bildet eine wichtige Weinanbauregion.